# Neotelmatoscopus aurulentus
Neotelmatoscopus aurulentus är en tvåvingeart som beskrevs av Gregory R. Curler och Gregory W.Courtney 2009. Neotelmatoscopus aurulentus ingår i släktet Neotelmatoscopus och familjen fjärilsmyggor.
Artens utbredningsområde är Thailand. Inga underarter finns listade i Catalogue of Life.